# Bessa selecta
Bessa selecta är en tvåvingeart som först beskrevs av Johann Wilhelm Meigen 1824.  Bessa selecta ingår i släktet Bessa och familjen parasitflugor. Arten är reproducerande i Sverige. Inga underarter finns listade i Catalogue of Life.